# Inattivazione del cromosoma X
L'inattivazione del cromosoma X è un normale processo biologico che interessa tutte le femmine di mammifero e che consiste nella disattivazione (perdita di funzione) di uno dei due cromosomi sessuali X presenti nelle loro cellule. Tale cromosoma viene "silenziato", ovvero reso inerte dal punto di vista trascrizionale, tramite impacchettamento in un'unità densa di eterocromatina a formare una struttura inerte definita corpo di Barr; il risultato di tale processo è un'attenuata espressione, in tutte le cellule, dei geni portati dai cromosomi X, e dei fenotipi da essi manifestati (i cosiddetti caratteri legati al sesso).
Le femmine di mammifero, infatti, possiedono due copie di cromosoma X in ciascuna cellula (a differenza dei maschi, che portano un X e un Y); la trascrizione dei geni presenti in entrambi porterebbe ad una pericolosa sovraespressione dei loro prodotti, che viene così evitata inattivandone uno dei due. Nella quasi totalità dei mammiferi, il cromosoma da disattivare viene scelto a caso fra i due disponibili, e cellule diverse di uno stesso organismo possono avere un differente X attivo (e, conseguentemente, l'espressione di alleli diversi per geni presenti in eterozigosi sui due cromosomi).
L'effetto Lyon deve il suo nome alla ricercatrice inglese Mary Lyon, che ipotizzò e studiò il fenomeno nel 1961.

## Storia
Già nel 1948 Murray Barr aveva notato nei nuclei delle cellule somatiche femminili la presenza di una struttura eterocromatinica condensata, assente nelle cellule somatiche maschili, che egli chiamò corpo di Barr. Il genetista Susumu Ohno nel 1959 concluse come tale struttura corrispondesse ad un cromosoma X altamente condensato e per la maggior parte inattivato.
Fu però Mary Lyon, nel 1961, a proporre l'ipotesi dell'inattivazione sistematica di un cromosoma X, effettuata scegliendo a caso uno tra i due cromosomi X di derivazione materna o paterna, secondo un processo indipendente da cellula a cellula. L'ipotesi della Lyon partiva dall'osservazione della colorazione della pelliccia di alcune femmine di topo che mostravano un'alternanza di singoli peli di colore differente. Mary Lyon spiegò questa osservazione con l'ipotesi che il colore del pelo fosse un gene presente sul cromosoma X, e che l'inattivazione casuale di uno dei due cromosomi in cellule diverse causasse l'espressione di alleli diversi.

## Meccanismo

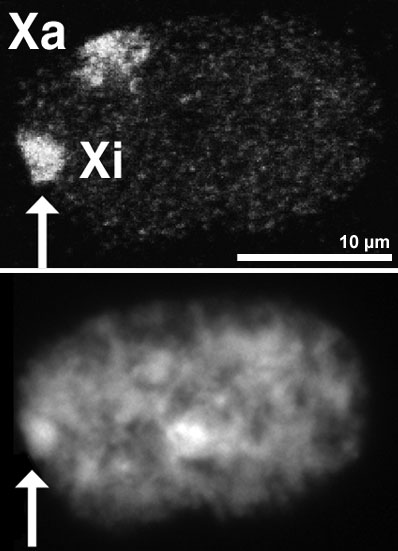
Nuclei di cellule somatiche femminili.
Foto superiore: evidenziazione di entrambi i cromosomi X (Xa e Xi) tramite FISH.
Foto inferiore: evidenziazione tramite DAPI del cromosoma inattivato (Xi) e condensato in un corpo di Barr (indicato dalla freccia)

### Il ciclo dell'attivazione del cromosoma X
Il seguente paragrafo si riferisce unicamente al processo presente nei roditori, e non riflette ciò che accade nella maggior parte dei mammiferi.
L'inattivazione dell'X fa parte del ciclo di attivazione del cromosoma X attraverso la vita delle femmine. La cellula uovo e lo zigote utilizzano inizialmente trascritti materni, e l'intero genoma embrionale rimane silenziato fino all'attivazione del genoma zigotico. Subito dopo, tutte le cellule murine vanno incontro ad una precoce inattivazione del cromosoma X paterno, in maniera "imprinted", allo stadio embrionale di 4-8 cellule. I tessuti extraembrionali, dai quali si origina la placenta a altri tessuti trofici, conservano questa inattivazione precoce, e di conseguenza il solo cromosoma X materno è attivo in questi tessuti.
Allo stadio di blastocisti, l'inattivazione "imprinted" dell'X viene invertita nella massa cellulare interna, dalla quale si origina l'embrione, ed entrambi i cromosomi X sono, in quelle cellule, di nuovo attivi. Avviene quindi una nuova inattivazione del cromosoma X, ed il cromosoma X inattivato è scelto a caso tra i cromosomi X di derivazione materna e paterna, secondo un processo indipendente da cellula a cellula. Di conseguenza alcune cellule inattiveranno il cromosoma X paterno e altre quello materno.
Ogni femmina di mammifero è quindi un mosaico di porzioni in cui è attivo uno o l'altro cromosoma X.
Tale fenomeno è un esempio di un fenomeno epigenetico, cioè un cambiamento dell'ereditarietà che avviene senza un cambiamento di sequenza del DNA.
Il meccanismo di inattivazione prevede diverse fasi: 
- conteggio dei cromosomi
- scelta dell'X da inattivare
- inattivazione di uno dei due cromosomi X
- mantenimento dell'inattivazione

L'inattivazione del cromosoma X è sotto il controllo di una regione chiamata Xic (centro di controllo dell'inattivazione), situata sull'X stesso in posizione Xq12-q13. Nella regione Xic sono stati individuati più loci: Xist (X inactive specific transcripts), che viene espresso dall'X inattivo e produce un RNA non codificante lungo 17000 nucleotidi, e Tsix, che genera un trascritto antisenso di Xist prodotto da un promotore a valle di Xist. Corrisponde al repressore di Xist durante le prime fasi dell'inattivazione.
Dopo la scelta dell'X da inattivare, Xist viene over-espresso nell'X da inattivare, e questo RNA ricopre tutto il cromosoma formando una specie di "compartimento chiuso" in cui i fattori trascrizionali non possono accedere. Si ha quindi l'inattivazione trascrizionale del cromosoma X. Questa avviene tramite modificazioni della cromatina del cromosoma, che si compatta e perde la capacità di essere trascritta. L'inattivazione viene mantenuta attraverso la deacetilazione degli istoni e la metilazione dei promotori dei geni X-linked.

## Il corpo di Barr
Durante l'interfase del ciclo cellulare, sotto la superficie del nucleo cellulare di ogni cellula degli individui di sesso femminile, si può vedere un addensamento di cromatina chiamato corpo di Barr: si tratta di uno dei due cromosomi X condensati e geneticamente inattivi.
Normalmente il corpo di Barr è presente nelle femmine di mammifero (con genotipo XX) ed assente nei maschi (XY).
Esso è però assente nelle donne con sindrome di Turner (X0), presente nei maschi XXY e presente in due esemplari nelle femmine XXX: il numero dei corpi di Barr è quindi uguale a quello dei cromosomi X non utilizzati (inattivati).
Una volta che una cellula somatica ha inattivato un cromosoma X, quello stesso rimane inattivo nelle sue discendenti. L'inattivazione non avviene nelle cellule germinali, in quanto questo causerebbe la mancata espressione dei geni legati al sesso nello zigote.

## Espressione di geni dall'X inattivato
Malgrado l'inattivazione dell'X, alcuni dei geni presenti sul cromosoma silenziato vanno comunque incontro a trascrizione e traduzione, "sfuggendo" all'inattivazione. Fra questi vi è lo stesso gene Xist, che è espresso esclusivamente dal cromosoma silenziato e non da quello normalmente funzionante.
Anche altri geni sfuggono al silenziamento dell'effetto Lyon, ed in condizioni normali risultano espressi regolarmente da entrambi i cromosomi X; prove di questo fatto sono state trovate nelle cellule somatiche di topo. La maggior parte di questi geni si trova in quelle regioni del cromosoma X analoghe a regioni presenti sull'Y: le cosiddette regioni pseudoautosomiche (PAR). Dal momento che i geni che esse contengono vengono ricevuti in duplice copia in entrambi i sessi, non necessitano di meccanismi di compensazione nelle femmine: probabilmente per questo motivo tali geni sono suscettibili di trascrizione anche nel cromosoma X inattivato.
L'esistenza di geni capaci di sfuggire all'inattivazione dell'X spiega per quale motivo esseri umani con un numero anomalo di cromosomi X mostrino fenotipi anomali: è il caso delle sindromi note come Sindrome di Turner (genotipo X0) e Sindrome di Klinefelter (genotipo XXY). Se l'inattivazione dell'X fosse totale, non vi dovrebbe essere differenza tra questi genotipi ed un assetto cromosomico normale (ovvero, individui XX, X0 e XXY avrebbero comunque un solo X attivo); al contrario, la presenza di geni non silenziati causa scompensi nel dosaggio dei loro prodotti, che generano tali fenotipi patologici.
L'esatto meccanismo tramite cui i geni delle regioni pseudoautosomiche sfuggano al silenziamento non sono ancora conosciuti, tuttavia queste regioni mostrando delle distinte caratteristiche nel loro impacchettamento cromatinico. Tali geni legano solo debolmente l'RNA Xist, e non presentano le modificazioni covalenti (deacetilazione e metilazione) caratteristiche del cromosoma inattivato. Si pensa che tale fenomeno possa essere mediato dall'espressione di lunghi RNA non codificanti (lncRNA) all'interno di queste regioni.
Recenti studi hanno dimostrato la possibilità di inattivare la terza copia del cromosoma 21, responsabile della sindrome di Down, utilizzando lo specifico gene a RNA denominato XIST (da X-inactivation gene), espresso nell'embrione solo dal cromosoma X destinato a essere silenziato. Tale gene induce modifiche all'eterocromatina, costituita da genoma non codificante, e altri cambiamenti strutturali che portano questo cromosoma a mutarsi nella sua forma inattiva denominata corpo di Barr, evitando che vi sia un'espressione duplicata di geni situati sui due cromosomi X.
Tramite un enzima, XIST è stato introdotto in una coltura di staminali pluripotenti derivate da pazienti Down e si è ottenuto il silenziamento dei geni contenuti nella copia soprannumeraria del cromosoma 21; si è riscontrato un effetto notevole sulla funzionalità delle cellule con la correzione di anomali schemi di crescita e differenziazione tipici delle cellule di soggetti con sindrome di Down.

## Effetti fenotipici

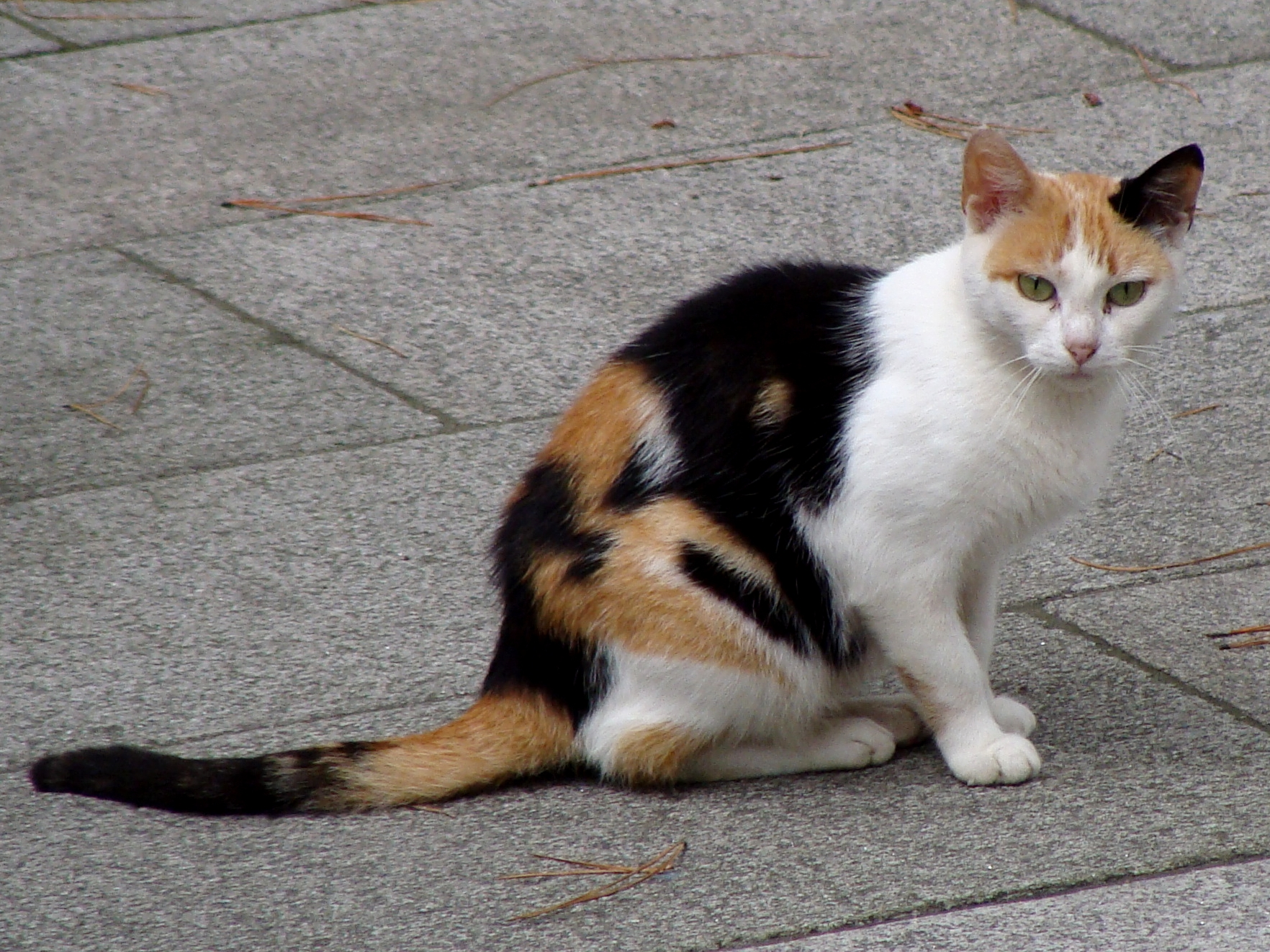
Una gatta calico. La colorazione differenziale della sua pelliccia dipende dall'inattivazione selettiva di cromosomi X nelle sue cellule, che portano alleli diversi per il colore del pelo

L'effetto Lyon avviene nelle femmine di tutte le specie di mammifero, esseri umani compresi; la disattivazione casuale di uno dei due cromosomi X in ciascuna cellula causa di fatto monozigosi degli alleli presenti sul cromosoma non silenziato, che vengono dunque espressi in quella cellula, anche se recessivi.
Le femmine eterozigoti per caratteri diffusibili non hanno effetti evidenti. Ad esempio, le portatrici sane dell'emofilia hanno comunque Fattore VIII funzionante nel sangue: questo perché la casualità dell'inattivazione fa sì che esistano comunque cellule che esprimono il gene. Gli effetti della lyonizzazione diventano però evidenti a livello locale, in singole cellule o in piccole popolazioni di cellule derivate da una progenitrice comune, che, anche se di fatto eterozigoti, possono esprimere alleli recessivi di geni presenti sul cromosoma X: una delle cause del fenomeno noto come mosaicismo genetico. Ad esempio, donne eterozigoti per un allele che produce uno smalto dentale leggermente satinato possono trovarsi ad avere denti con una striscia di smalto normale e una di smalto satinato, se parte della gengiva sottostante esprime un gene e parte l'altro.
All'inattivazione del cromosoma X è dovuta anche la pezzatura del pelo di alcune gatte (gatto calico o tartarugato), infatti è sul cromosoma X che si trova il gene che determina il colore del pelo, inattivando casualmente un cromosoma X di ogni cellula (random X-chromosome inactivation) si ha un vero e proprio mosaico di cellule e dunque di colori del pelo. Se ad esempio, i due cromosomi X portano rispettivamente uno il gene del colore nero e l'altro il gene del colore marrone, annullando casualmente uno dei due cromosomi si avrà una ripartizione casuale del colore nero e marrone sul pelo della gatta.